# هوبير انسون نيوتن
هوبير انسون نيوتن (بالإنجليزية: Hubert Anson Newton)‏ (و. 1830 – 1896 م) هو رياضياتي، وعالم فلك، وأستاذ جامعي من الولايات المتحدة الأمريكية . وكان عضواً في الجمعية الملكية، والأكاديمية الأمريكية للفنون والعلوم .
توفي في نيو هيفن، كونيتيكت، عن عمر يناهز 66 عاماً.

## التعليم
تعلم في جامعة ييل